# Wiktor Jefimowitsch Chain
Wiktor Jefimowitsch Chain (russisch Виктор Ефимович Хаин, englische Transkription Victor Efimovich Khain; * 13. Februar 1914 in Baku; † 24. Dezember 2009 in Moskau) war ein sowjetischer Geologe.

## Leben
Chain studierte am Bergbauinstitut der Aserbaidschanischen Sozialistischen Sowjetrepublik in Baku und arbeitete bis 1938 für die staatliche Ölfirma in Aserbaidschan. 1938 bis 1941 war er am staatlichen Ölinstitut Aserbaidschans. 1940 wurde er am staatlichen Forschungsinstitut für Exploration in Leningrad promoviert. 1941 bis 1945 leistete er seinen Wehrdienst in einem Luftabwehr-Regiment in Baku. Ab 1945 war er am Geologischen Institut der Aserbaidschanischen Akademie der Wissenschaften und befasste sich mit der Geologie von Aserbaidschan und dessen Tektonik, worüber er Monographien veröffentlichte. 1947 habilitierte er sich (russischer Doktortitel) über mögliche Erdöl- und Erdgasvorkommen im südöstlichen Kaukasus. 1949 wurde er Professor für Erdölgeologie in Baku und 1954 ging er nach Moskau als Professor an die Lomonossow-Universität.
1987 erhielt er den Staatspreis der UdSSR und 1995 den Staatspreis der Russischen Föderation. Er war Mitglied der Russischen Akademie der Wissenschaften, seit 1966 als korrespondierendes Mitglied und seit 1987 als Vollmitglied. 1994 wurde er zum ordentlichen Mitglied der Academia Europaea gewählt. 1993 erhielt er den Lomonossow-Preis und 1992 die Alexander-Karpinski-Goldmedaille. Er war Ehrenmitglied der Geological Society of London, der Geological Society of America, der französischen und bulgarischen geologischen Gesellschaft. Er war Ehrendoktor der Pariser Universität Pierre und Marie Curie. Er war Mitglied der International Academy of Science (Health and Environment) in Österreich, der New York Academy of Sciences und der European Academy of Sciences.
1991 erhielt er die Gustav-Steinmann-Medaille dafür, dass er plattentektonischen Vorstellungen in Osteuropa und Asien den Weg ebnete und durch die Herausgabe von geotektonischen Karten und Lehrbüchern wesentlich zum Verständnis der globalen Entwicklung der kontinentalen Kruste beigetragen hatte (Laudatio).
Er befasste sich mit Geotektonik insbesondere in der Sowjetunion und den Zusammenhängen mit Erdölgeologie. Später befasste er sich mit zyklischen Phänomenen in der Geologie wie seismischen und vulkanischen Aktivitätszyklen, möglicher kosmischer Ursachen (er meinte Zusammenhänge mit dem Sonnenfleckenzyklus entdeckt zu haben) und Auswirkungen auf die Umwelt und das Erdklima.